# Lianna
Lianna é um filme de drama produzido nos Estados Unidos, dirigido por John Sayles e lançado em 1983.

## Sinopse
Uma mulher infeliz no casamento começa a se sentir atraída por sua professora de psicologia. Após alguns encontros, percebe que está apaixonada por ela, decide revelar sua verdadeira personalidade e liberar seus desejos.